# Takahasi Keita
Takahasi Keita; 高橋 慶太; Hepburn: Keita Takahashi (Modzsi-ku, 1975 –) egy japán játéktervező és művész, legjelentősebb címei a Katamari Damacy, és annak folytatása, a We Love Katamari. Az eredeti Katamari játék meglepően nagy sikerre tett szert, és sokan dicsérték különlegességéért, eredetiségéért és varázsáért. Takahasi házastársa Szakai Aszuka zongoraművész és zeneszerző, aki Takahasival különböző projekteken dolgozott együtt.

## Karrier

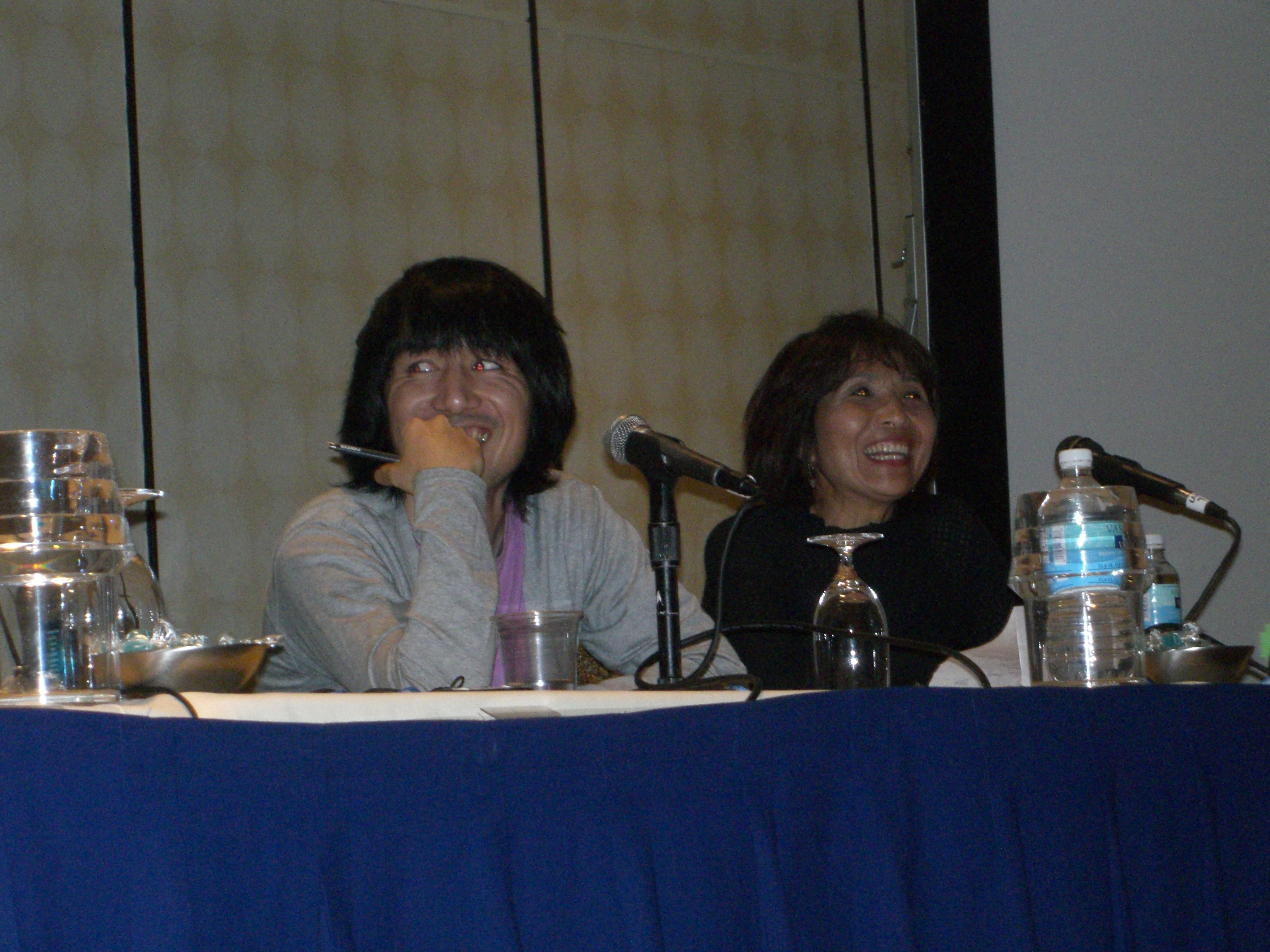
Takahasi Keita a 2006-os GDG-n

Egy interjúban Takahasi bejelentette, hogy reméli, hogy végül el fog térni a videojátékoktól, azzal a céllal, hogy játszóteret tervezzen gyerekeknek. 2009. október 28-án a Nottinghami Városi Tanács a Gamecity fesztivál alatt bejelentette, hogy Takahasi egy hónapot tölt a városban a Woodthorpe Grange játszótér tervezésén. 2012-ben Takahasi felfedte a közönség előtt, hogy a nottinghami projektet költségvetési problémák miatt határozatlan időre elhalasztották. Feleségével, Szakai Aszukával 2010. októberében megalapították az uvula céget, hogy támogassák szabadúszó játéktervezői karrierjét, valamint a játszóterek tervezését.
2011. júliusában bejelentették, hogy csatlakozik Tiny Speck vancouveri csapatához, és a Glitch-en dolgozik. A játék 2012. decemberében történő lezárása után San Francisco-ba költözött.
2019. elején a Telfair Múzeum kiállítást rendezett a Jepson Centerben „Takahasi Keita: Kicsinyítés” címmel, amely Takahasi munkáinak különböző elemeit mutatja be. Takahasi a kiállítások megtervezésén dolgozott, amelyek magukban foglalták az A͈L͈P͈H͈A͈B͈E͈T͈ játék játszható változatát is egy egyéni kontrollerrel.
2022. júliusában Takahasi új játékprojektet jelentett be, „to a T” címmel.

## Munkái
| Év   | Játék                           | Szerep           |
| ---- | ------------------------------- | ---------------- |
| 2004 | Katamari Damacy                 | Rendező          |
| 2005 | We Love Katamari                | Rendező          |
| 2009 | Noby Noby Boy                   | Rendező, tervező |
| 2011 | Glitch                          | Tervező          |
| 2013 | Tenya Wanya Teens               | Tervező          |
| 2013 | Alphabet                        | Tervező          |
| 2016 | WOORLD                          | Tervező          |
| 2019 | Wattam                          | Tervező          |
| 2021 | Crankin's Time Travel Adventure | Tervező          |
| TBA  | to a T                          | Tervező          |

## Fordítás
Ez a szócikk részben vagy egészben a Keita Takahashi című angol Wikipédia-szócikk ezen változatának fordításán alapul. Az eredeti cikk szerkesztőit annak laptörténete sorolja fel. Ez a jelzés csupán a megfogalmazás eredetét és a szerzői jogokat jelzi, nem szolgál a cikkben szereplő információk forrásmegjelöléseként.

## Külső linkek
- az uvula hivatalos weboldala
- Interjú Takahasi Keitaval a Gamasutra.com oldalon (angol nyelvű)
- Interjú Takahasi Keitaval az 1up.com oldalon (angol nyelvű)
- Takahasi Keita az Internet Movie Database oldalon (angolul)